# Římskokatolická farnost – arciděkanství Jičín

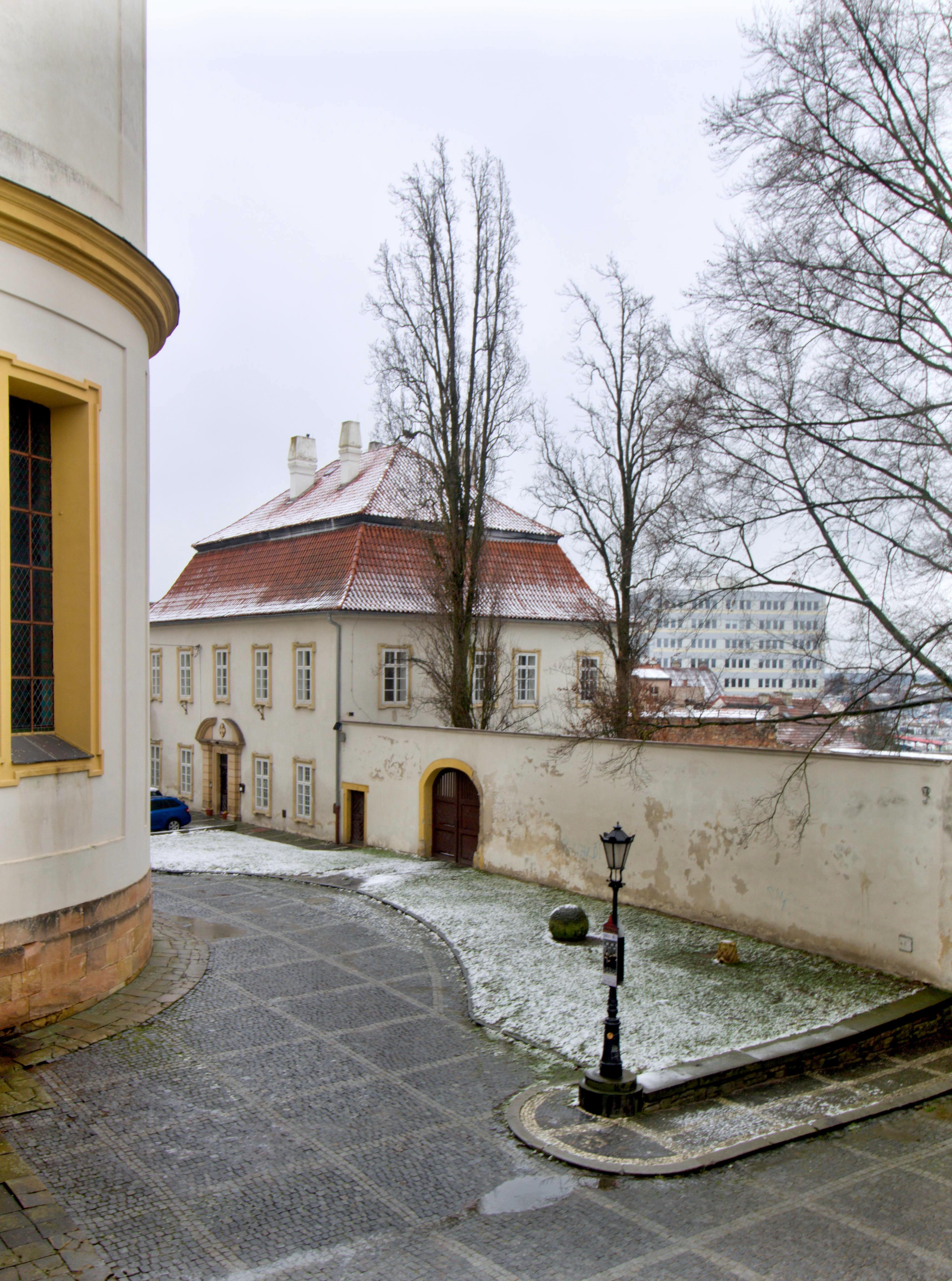
Budova jičínského děkanství u sv. Jakuba

Římskokatolická farnost – arciděkanství Jičín je územním společenstvím římských katolíků v rámci jičínského vikariátu královéhradecké diecéze.

## O farnosti
Jičínská farnost patřila po svém vzniku kolem roku 1342 pod biskupství a následně arcibiskupství pražské. V průběhu husitských nepokojů se stal Jičín jedním z utrakvistických center. Posledním knězem podobojí byl Václav, poté již byli pouze kněží protestantští.
Po příchodu jezuitů pozvaných roku 1622 Albrechtem z Valdštejna byl z města vypuzen poslední nekatolický kněz a začalo docházet k postupné k silné rekatolizaci obyvatelstva. Po vyhlášení Tolerančního patentu roku 1781 se v Jičíně už nikdo k evangelickému vyznání nepřihlásil.
Byl to také Albrecht z Valdštejna, který nechal vedle svého zámku začít stavět kostel svatého Jakuba Staršího. Jeho záměrem bylo zřídit v Jičíně biskupství a proboštství. Ač byla již připravena fundační listina, nepodařilo se tento záměr realizovat. Po Valdštejnově smrti vzaly všechny jeho velkolepé plány za své. Kostel sv. Jakuba zůstal nedokončen a lidé začali chodit raději do jezuitského kostela sv. Ignáce z Loyoly. Zdejší jezuité měli svými duchovními formacemi velký vliv na dění ve farnosti.
Po zrušení jezuitského řádu přešly všechny aktivity na jičínské děkanství a jejími hybateli se stali nejen správci děkanství a jejich kaplani, ale i věřící lid, který zakládáním spolků a družin pomáhal k duchovnímu růstu farnosti.
V roce 1947 bylo zdejší děkanství povýšeno na arciděkanství.

## Duchovní správci
- 1342–1343 Šimon
- 1360–1390 Mikuláš (první děkan)
- 1390–1406 Mikuláš Fridrichův z Bischofswertu
- 1406–1409 Mikuláš (jiný) (děkan)
- 1414–1415 Matěj
- 1537–1548 Václav Šmohel (děkan)
- 1548–1559 Valentin (děkan)
- 1572 Václav (děkan)
- 1572–1577 Matěj Táborský (děkan)
- 1577–1584 Matěj Kralovický (děkan)
- 1584–1585 Jan Oxiop
- 1585–1608 Jiří Dikast z Mířkova (děkan)
- 1608–1614 Pavel Nonius (děkan)
- 1615–1616 Bartoloměj Martinides (děkan)
- 1619–1622 Jan Thadeus (děkan)
- 1623–1631 Jan Flaxius, SJ
- 1631–1635 Akub Drábek, SJ
- 1636–1651 Jan Hájek, SJ
- 1651–1652 Řehoř Schuman, SJ
- 1652–1654 Pavel Stefanides, SJ
- 1654 Bedřich Koranek, SJ
- 1654–1667 Mikuláš Bernard Skeva (děkan)
- 1667–1668 Václav Bernard Sartorius (děkan)
- 1668–1684 Václav Vojtěch z Věžova (děkan)
- 1684–1690 Ferdinand Ignác Uhlíř (děkan)
- 1690–1693 Petr Vojtěch Knop (děkan)
- 1693–1701 Vilém Bernard Roshan (děkan)
- 1701–1706 Samuel Neuman (děkan)
- 1707–1714 Jakub Václav Kohout (děkan)
- 1714–1720 Jindřich Antonín Pátek z Wiesnfeldu (děkan)
- 1720–1722 František Granych
- 1722–1725 Ignác Kašpar Hron (děkan)
- 1725–1729 Jan Preisler (děkan)
- 1729–1739 Josef Ignác Posledník (děkan)
- 1739–1746 Antonín Tröger z Königginbergu
- 1746–1768 Jan Josef Hubáček
- 1768–1787 Jan Jiří Selb (děkan)
- 1788–1790 Josef Engerhat (děkan)
- 1790–1804 František Xaver Franz (děkan)
- 1804–1820 František Xaver Kubíček (děkan)
- 1820–1844 Josef Schmiedl (děkan)
- 1844–1873 R.D. Jan Hrdina (děkan)
- 1873–1892 R.D. Josef Šturma (děkan)
- 1892–1901 R.D. Johanes (Jan) Menčík (děkan)
- 1901–1911 Mons. František Dittrich (děkan)
- 1912–1935 R.D. Josef Vomočil (24. 4. 1865 – 11. 1. 1935) (děkan)
- 1935–1943 R.D. Jan Groh (děkan)
- 1943–1953 R.D. Josef Röhleder (24. 3. 1889 – 10. 4. 1959) (arciděkan)
- 1953–1955 R.D. Stanislav Fogl (11. 6. 1921 – 4. 10. 1980) (interkalární administrátor)
- 1955–1958 R.D. Josef Schovanec (8. 7. 1915 – 24. 6. 1980) (interkalární administrátor)
- 1958–1977 R.D. František Polreich (30. 3. 1911 – 17. 5. 1990) (interkalární administrátor), později admin. ve Vilémově u Golč. Jeníkova
- 1977–1982 R.D. Josef Vohryzek (24. 2. 1922 – 19. 11. 1982) (interkalární administrátor)
- 1983–1987 R.D. Václav Hejčl (administrátor)
- 1987–2001 R.D. Josef Němec (20. 1. 1925 – 28. 7. 2008) (arciděkan)
- 2001–2007 R.D. ThLic. Pawel Szumilas (arciděkan)
- 2007–2014 R.D. Mgr. Pavel Jandejsek (arciděkan)
- 2014 – současnost R.D. ICLic. Bc. Th. Prokop Tobek (administrátor)

## Kaplani
- 1539 Rafael z Chotěboře
- 1541 Jiří ze Dvora Králové
- 1546 Adam z Benešova
- 1550–1556 Jan z Německého Brodu
- 1580 Jiřík Chyliades Žabokrtský
- 1582 Severin Thesauri z Tábora
- 1585 Jan Krocín
- 1589 Ondřej Kyslín
- 1592 Havel Phaeton
- 1593 M. Simeon Kolnický
- 1595 Matěj Rada z Chrasti
- 1614–1615 Jan Šviha
- 1620–1625 Václav Galli
- 1723 Václav Půta
- 1724 Václav Hirsch
- 1726 František Schorf
- 1729–1750 Ferdinand Khun
- 1739 Johann Hain
- 1741 Antonín Martin
- 1743 Jan Felix
- 1743–1747 Jan Uhl
- 1748–1750 Martin Ceip
- 1749–1753 Josef Smetana
- 1749–1757 Václav Kubásko
- 1788–1804 Josef Reiman
- 1790–1797 František Xaver Kubíček
- 1797–1804 Franc. Raym
- 1804–1805 Josef Karásek
- 1805–1808 Václav Grosman
- 1806–1808 Václav Vích
- 1809–1818 Jan Kvítek
- 1809–1818 Josef Schifner
- 1818–1826 Jan Hrdina
- 1820–1826 Václav Drobný
- 1826–1830 Alois Machačka
- 1827–1833 Josef Balcar
- 1833–1850 Josef Mariška
- 1835–1846 František Suchý
- 1847–1856 Jan Tobiášek
- 1850 Antonín Holman
- 1851–1871 Josef Šturma
- 1857–1873 Vincenc Mlejnek
- 1872–1874 František Balcar
- 1872–1877 Augustin Dostálek
- 1874–1883 R.D. František Dittrich
- 1878–1884 R.D. Josef Fidler
- 1884–1893 R.D. Václav Tejchman
- 1889–1901 R.D. Josef Vomočil
- 1894–1895 R.D. Josef Dohnálek
- 1895–1902 R.D. Jan Groh
- 1901–1916 R.D. Jan Šimberský
- 1902 R.D. Dr. Josef Palička
- 1903–1913 R.D. František Burghart
- 1913–1918 R.D. Václav Jetmar
- 1917–1928 R.D. Josef Hladil
- 1918–1922 R.D. Josef Morádle
- 1922–1926 R.D. Jindřich Chýba
- 1926–1928 R.D. Josef Bajer
- 1928–1933 R.D. Josef Petera
- 1911–1934 R.D. Jaroslav Schovanec
- 1931–1967 R.D. Bohumil Bartoš
- 1933–1942 R.D. Josef Beneš (22. 2. 1905 – 23. 5. 1979)
- 1936–1937 R.D. Jan Filip
- 1937–1941 R.D. František Resler (14. 3. 1912 – 26. 8. 1985)
- 1941–1942 R.D. Václav Javůrek (26. 7. 1916 – 25. 6. 2004), později kapitulní vikář diecéze královéhradecké
- 1942–1944 R.D. Čeněk John, SJ (28. 3. 1915 – 22. 8. 2004)
- 1942–1943 R.D Vladimír Dobiáš (29. 3. 1912 – 20. 10. 1989)
- 1943–1944 R.D. Vítězslav Walter (1919 – 29. 11. 1973)
- 1945–1948 R.D. Václav Zemek (26. 9. 1920 – 30. 11. 1996)
- 1948–1955 R.D. Stanislav Fogl (11. 6. 1921 – 4. 10. 1980)
- 1970–1972 R.D. Jan Nádvorník (27. 2. 1915 – 22. 7. 1972)
- 1972–1973 R.D. Josef Špáta
- 1974–1975 R.D. Jaromír Bartoš
- 1975–1976 R.D. Václav Vacek
- 1976–1977 R.D. Bohuslav Půlkrábek (1. 9. 1950 – 27. 8. 2009)
- 1978 R.D. Ladislav Kiovský, CSsR (6. 4. 1924 – 3. 3. 1983)
- 1979–1981 R.D. Jaroslav Šimek
- 1987–1988 R.D. František Makovec
- 1988–1989 R.D. Ladislav Hojný
- 1990–1991 R.D. Mgr. Jaroslav Brožek
- 1991–1992 R.D. Mgr. Antonín Brychta
- 1992–1993 R.D. Mgr. Miloš Kolovratník
- 1994–1999 R.D. Mgr. Josef Ziaťko
- 1999–2001 R.D. ThLic. David Bouma, Th.D.
- 2001–2003 R.D. Mgr. Zdeněk Kubeš
- 2003–2005 R.D. Mgr. Valentin Karol Laburda, OP
- 2003–2005 R.D. Mgr. Tomáš Kvasnička
- 2005–2007 R.D. Bc. Th. Petr Šabaka
- 2007–2009 R.D. Mgr. Josef Roušar
- 2009–2011 R.D. Mgr. Milan Romportl
- 2011–současnost R.D. Mgr. Jan Novotný

## Výpomocný duchovní
V osmdesátých letech 20. století žil v Jičíně kněz na odpočinku R.D. Vlastimil Punčochář (23. 11. 1920 – 29. 5. 2004), bývalý administrátor v Sobotce. Bohoslužby vykonával hlavně v kdysi jezuitském kostele sv. Ignáce z Loyoly.

## Seznam kostelů a kaplí
| Fotografie | Kostel                                           | Místo               | Bohoslužby                                                    | Poznámka                                                        |
| ---------- | ------------------------------------------------ | ------------------- | ------------------------------------------------------------- | --------------------------------------------------------------- |
|            | Kostel sv. Jakuba Staršího                       | Jičín               | Neděle 9.00, pondělí – čtvrtek 18.00, pátek 8.00              | farní a arciděkanský kostel                                     |
|            | Kostel sv. Ignáce z Loyoly                       | Jičín               | Neděle 18.00, pátek 18.00, sobota 18.00 (s nedělní platností) | filiální, dříve první farní kostel, později jezuitský klášterní |
|            | Kostel Panny Marie Bolestné                      | Jičín               | Neslouží se pravidelně                                        | filiální kostel                                                 |
|            | Kostel Nalezení sv. Kříže                        | Robousy             | Čtvrtek 16.00                                                 | filiální                                                        |
|            | Kostel Narození Panny Marie                      | Popovice            | neslouží se pravidelně                                        | filiální kostel                                                 |
|            | Kostel sv. Václava                               | Veliš (okres Jičín) | Neděle 9.00                                                   | filiální kostel                                                 |
|            | Kostel Povýšení sv. Kříže                        | Ostružno            | Neděle 10.30                                                  | filiální kostel                                                 |
|            | Kostel sv. Václava                               | Samšina             | Neděle 10.30                                                  | filiální kostel                                                 |
|            | Kaple Panny Marie Lourdské                       | Nemyčeves           | Neslouží se pravidelně                                        | filiální kostel                                                 |
|            | Kostel sv. Bartoloměje                           | Brada-Rybníček      | Neslouží se pravidelně                                        | filiální kostel                                                 |
|            | Kaple sv. Jana Nepomuckého                       | Bukvice             | Neslouží se pravidelně                                        | filiální kostel (kaple)                                         |
|            | Kostel Nejsvětějšího Srdce Páně                  | Březina             | Neslouží se pravidelně                                        | filiální kostel                                                 |
|            | Kostel sv. Šimona a Judy                         | Chyjice             | Neslouží se pravidelně                                        | filiální kostel                                                 |
|            | Kostel Nanebevzetí Panny Marie                   | Kostelec            | Neslouží se pravidelně                                        | filiální kostel                                                 |
|            | Kostel Nanebevzetí Panny Marie Kostel sv. Josefa | Valdice             | Neslouží se pravidelně                                        | filiální, dříve klášterní kostel kartuziánů                     |